# Povijest shizofrenije
Shizofrenija je teška duševna bolest. Švicarski psihijatar Eugen Bleuler „skovao je“ termin „shizofrenija“ 1908. godine. Nije jasno je li bolest oduvijek postojala – neki stručnjaci smatraju da je bolest „otkrivena“ tijekom ranog 20. stoljeća. Shizofrenija je nekada bila poznata kao dementia praecox.

## Drevna vremena
Opisi shizofrenije rijetki su u izvorima nastalim prije 19. stoljeća, ali postoje opisi iracionalnog ponašanja. Stari Grci i Rimljani poznavali su psihozu, ali opisi ne slažu s današnjim shvaćanjem bolesti.
Bizarna uvjerenja opisana su u arapskoj literaturi.

## Bleuler
Paul Eugen Bleuler koristio se riječju shizofrenija. Shizofrenija se može prevesti kao „odvojeni um“; poetski je prijevod „smrskani um“. Dr. Bleuler objavio je djelo Dementia Praecox oder Gruppe der Schizophrenien 1911. godine.

## Eugenika
Mnogi oboljeli prisilno su sterilizirani u nacističkoj Njemačkoj, SAD-u i Skandinaviji.